# 21 Savage
Shayaa Bin Abraham-Joseph (London, Velika Britanija, 22. listopada 1992.), poznatiji po svom umjetničkom imenu 21 Savage, britanski je reper, tekstopisac i glazbeni producent iz Londona, Velike Britanije. Na glazbenu scenu probio se svojim albumima Free Guwop iz 2015. godine i Savage Mode iz 2016. godine. Prvi studijski album Issa Album objavio je 2017. godine. Proslavile su ga pjesme "No Heart" (2016.), "X" (2016.) i "Bank Account" (2017.), te gostovanje na Post Maloneovom singlu "Rockstar" koji je bio na vrhu top ljestvice Billboard Hot 100.

## Vanjske poveznice
- Službena stranica
- 21 Savage na AllMusicu
- 21 Savage na Billboardu
- 21 Savage na Discogsu